# 11043 Pepping
11043 Pepping este un asteroid din centura principală de asteroizi.

## Descriere
11043 Pepping este un asteroid din centura principală de asteroizi. A fost descoperit pe 25 decembrie 1989 la Tautenburg de Freimut Börngen. Asteroidul prezintă o orbită caracterizată de o semiaxă mare de 2,38 ua, o excentricitate de 0,21 și o înclinație de 5,2° în raport cu ecliptica.